# Spolia opima
Spolia opima (łac. „świetne łupy”) – zwyczaj wojenny w republikańskim Rzymie. Zgodnie z nim osoba, która pokonała w bezpośrednim pojedynku wodza wrogiej armii, dostępowała zaszczytu złożenia ściągniętej z jego ciała zbroi oraz reszty rynsztunku w świątyni Jowisza Feretrejskiego na Kapitolu.
Tradycja wywodziła zwyczaj spolia opima z samych początków Rzymu, kiedy to Romulus miał pokonać w pojedynku sabińskiego króla Akrona i zabrać jego zbroję. W rzeczywistości zwyczaj ten miał prawdopodobnie znacznie starsze pochodzenie i wywodził się z jakichś archaicznych rytuałów.
Poza Romulusem zaszczytu spolia opima dostąpiło zaledwie dwu wodzów w historii Rzymu: w 428 p.n.e. Aulus Cornelius Cossus pokonawszy króla Wejów Larsa Tolumniusa i w 222 p.n.e. Marcellus po pokonaniu wodza Galów Wiridomarusa. W 29 p.n.e. podobny zaszczyt miał przypaść prokonsulowi Macedonii Markowi Licyniuszowi Krassusowi za pokonanie wodza Bastarnów, odbycie triumfu zostało jednak zablokowane przez Oktawiana Augusta pod zarzutem, iż Krassus nie był samodzielnym dowódcą armii, wobec czego nie przysługuje mu taki honor.